# Nunspeet
Nunspeet (anhörenⓘ) ist eine Gemeinde in der niederländischen Provinz Gelderland. Sie hat eine Gesamtfläche von 129,53 km² und zählte am 1. Januar 2025 nach Angaben der staatlichen niederländischen Statistikbehörde CBS 29.390 Einwohner. Von der Gesamtfläche der Gemeinde ist mit rund 67 km² mehr als die Hälfte bewaldet.

## Orte
In der Gemeinde Nunspeet liegen vier Dörfer:
- Nunspeet, das den Sitz der Gemeindeverwaltung beherbergt (21.320 Einwohner)
- Hulshorst, das mehr westlich liegt (2.020 Einw.)
- Elspeet, das südöstlich von Nunspeet zwischen Waldgebieten gelegen ist (5.035 Einw.)
- Vierhouten, das zwischen vier Wäldern (niederländisch houten) liegt (705 Einwohner).

## Lage und Wirtschaft
Nunspeet liegt am Nordwestrand des Waldgebietes Veluwe an der Autobahn A 28 und an der Eisenbahnstrecke Kampen–Zwolle–Amersfoort–Utrecht. Der Ort ist ein Anziehungspunkt für den Fremdenverkehr in der Veluwe.

## Geschichte
Um das Jahr 1000 entstand das Schulamt (niederländisch schoutambt) Ermelo, das das Gebiet der heutigen Gemeinden Ermelo, Harderwijk und Nunspeet umfasste. Als sich im 13. Jahrhundert Harderwijk zur selbständigen Stadt entwickelt hatte, blieben Ermelo (südlich der Stadt)  und Nunspeet (nordöstlich von Harderwijk) als Bauerndörfer bestehen. Allerdings verlief die Stadtentwicklung von Ermelo und Nunspeet zunehmend unterschiedlich. Vor allem nach 1850 etablierte sich Ermelo, von wo aus auch Nunspeet verwaltet wurde, als Zentrum psychiatrischer Heilanstalten, während das schneller wachsende und schön im Wald der Veluwe gelegene Nunspeet den Tourismus als Erwerbsquelle wählte. Nach jahrzehntelangem Tauziehen trennten sich 1972 beide Dörfer. Diese Entwicklung war einzigartig in den Niederlanden, wo sich üblicherweise sehr viele kleinere Gemeinden zu größeren Verwaltungseinheiten zusammenschlossen.
Im Wald bei Vierhouten entstand im Zweiten Weltkrieg „Het Verscholen Dorp“ (das verborgene Dorf). Es diente als Unterschlupf für Menschen, die untertauchen mussten. Ein Teil der unterirdischen Anlage kann noch immer besichtigt werden.

## Sehenswürdigkeiten
Die vielen Wälder und Heidegebiete, in denen noch Schafhirten ihre Tiere weiden, ziehen schon seit über 150 Jahren zahlreiche Touristen an. Überall in der Gemeinde sind denn auch Campingplätze, Ferienwohnungen, Kinderspielplätze und kleine Hotels zu finden.
Nunspeet besitzt des Weiteren eine bedeutende Galerie für moderne bildende Kunst, „DeMedici“ genannt, und eine permanente Gartenschau namens „Kijktuinen“.

## Bilder

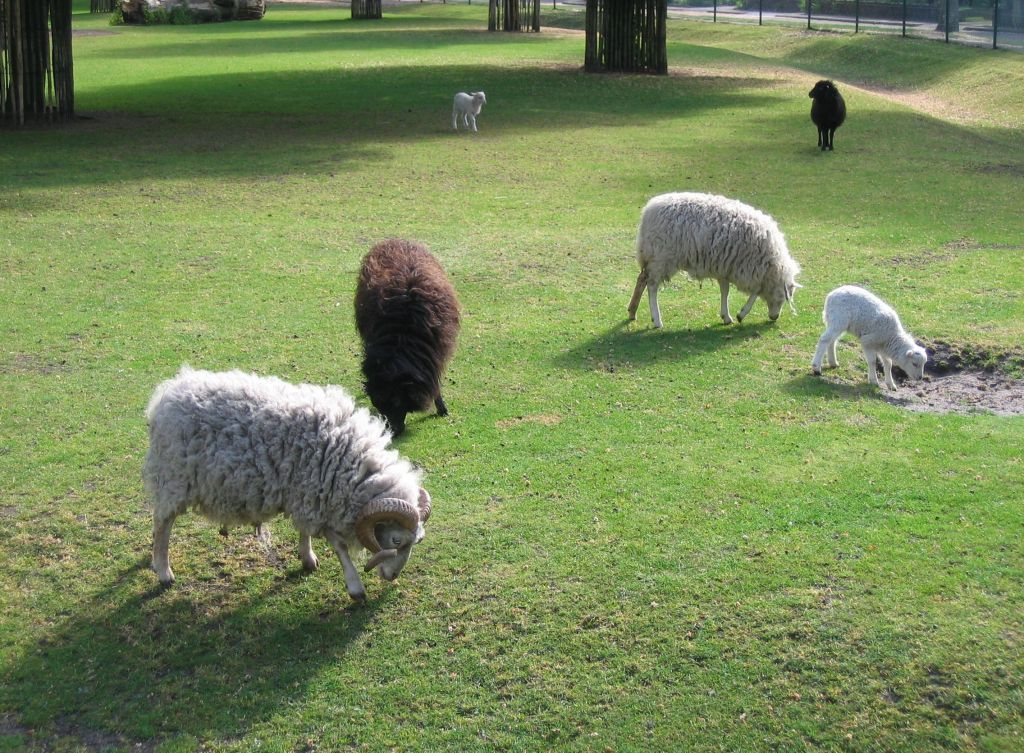
Schafe in Nunspeet
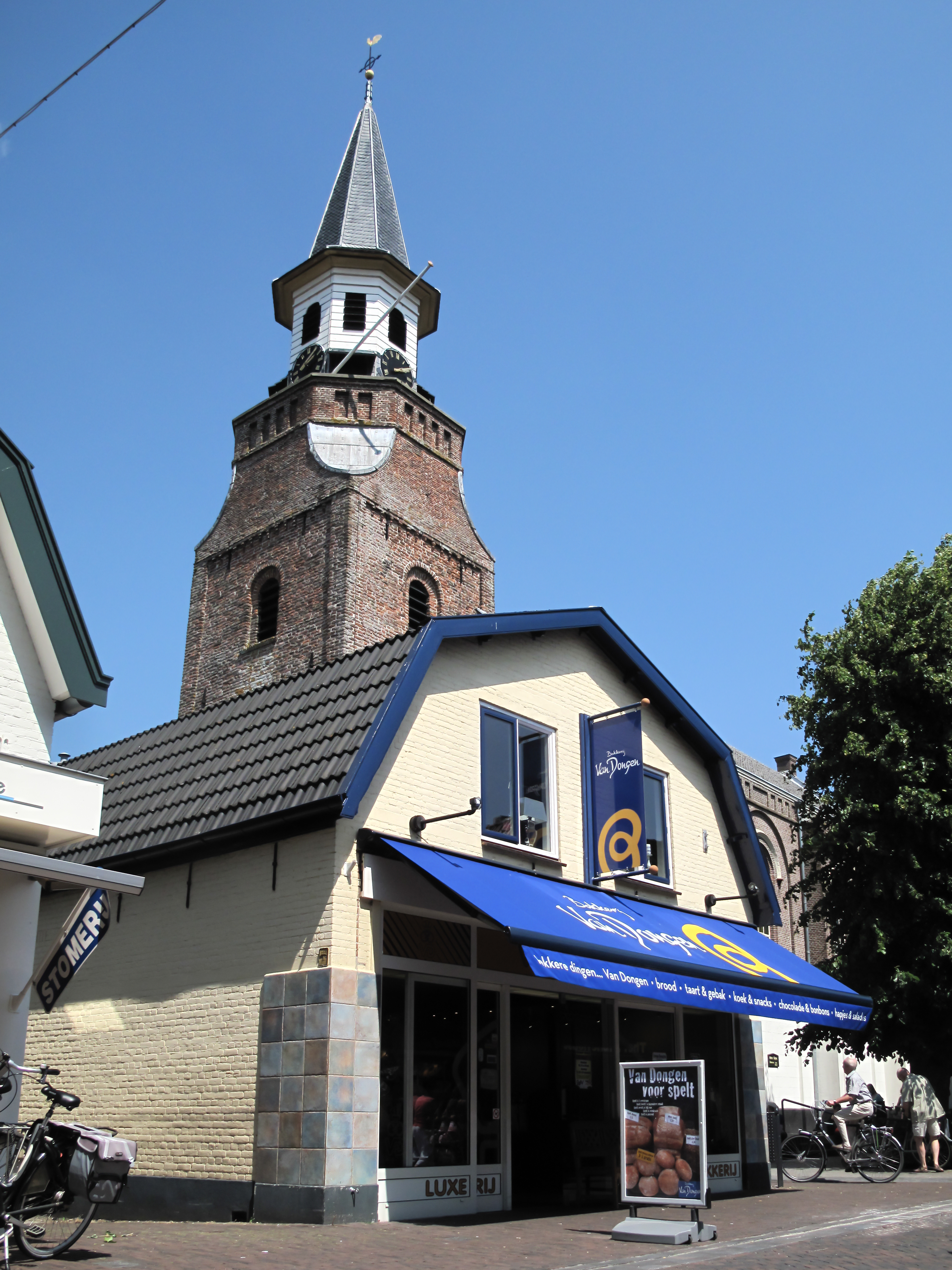
Reformierte Kirche in Nunspeet
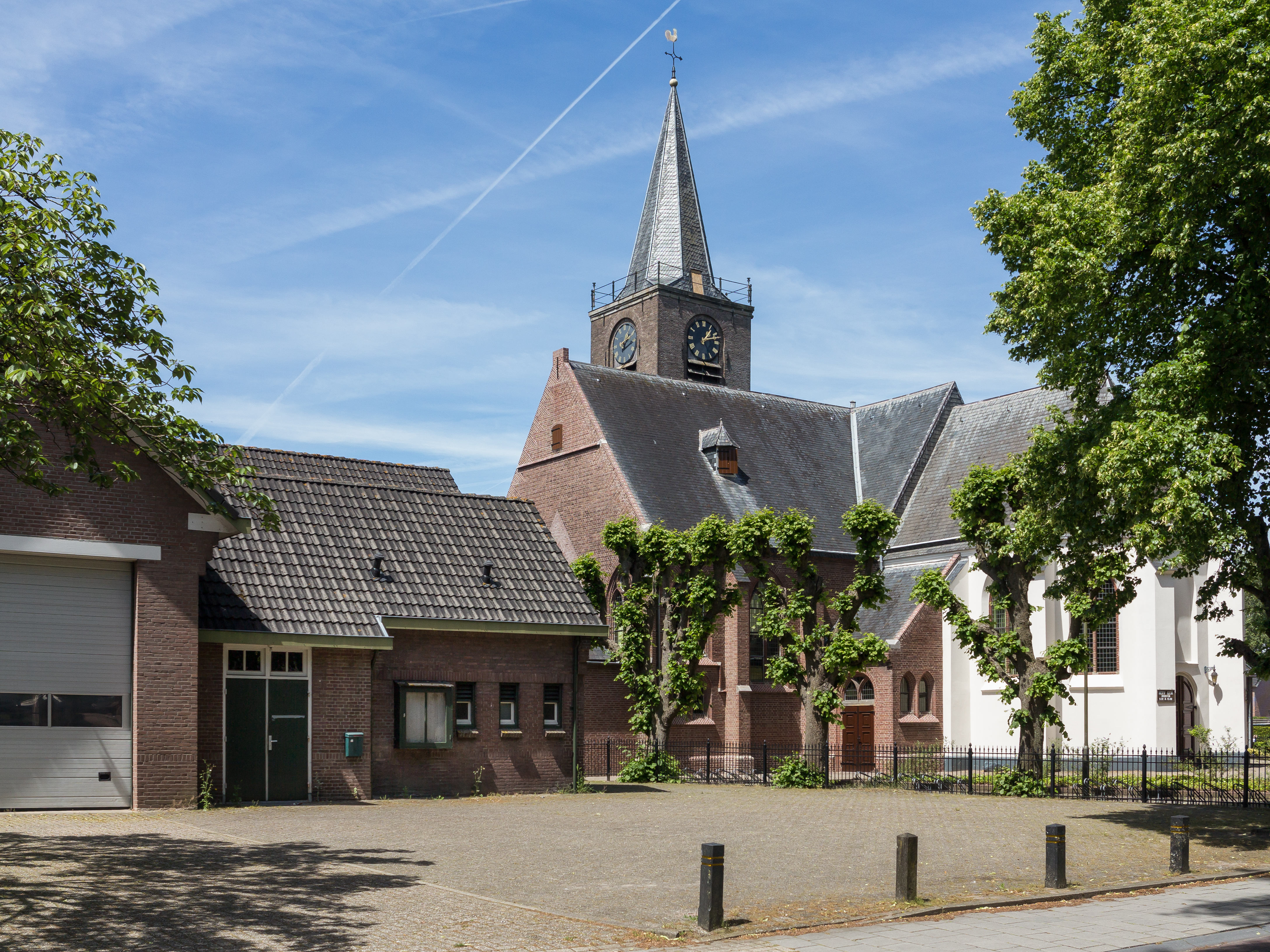
Reformierte Kirche in Elspeet
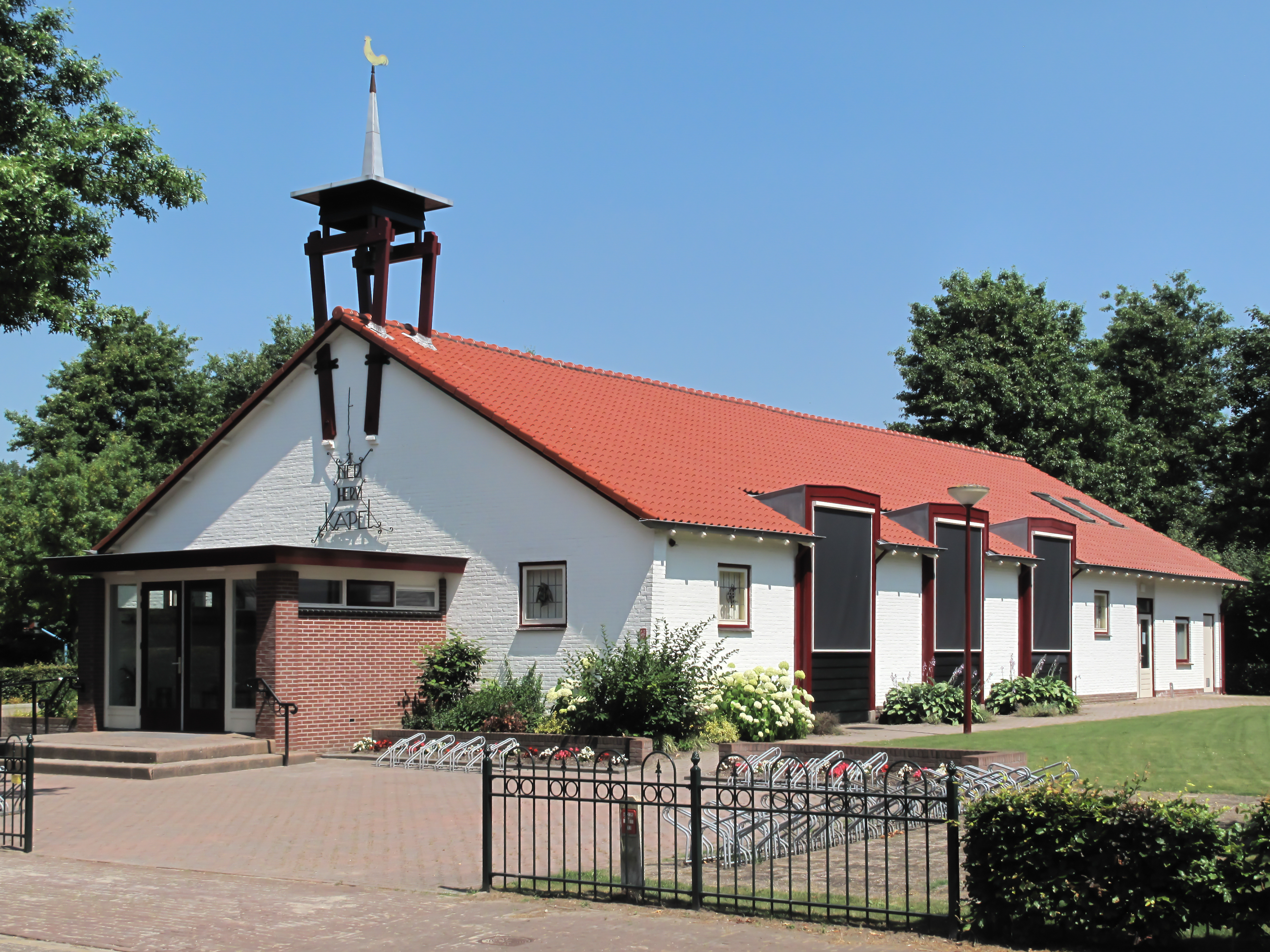
Reformierte Kapelle in Hulshorst

## Politik

### Sitzverteilung im Gemeinderat
Der Gemeinderat wird seit 1982 folgendermaßen gebildet:
| Partei                   | Sitze | Sitze | Sitze | Sitze | Sitze | Sitze | Sitze | Sitze | Sitze | Sitze | Sitze |
| Partei                   | 1982  | 1986  | 1990  | 1994  | 1998  | 2002  | 2006  | 2010  | 2014  | 2018  | 2022  |
| ------------------------ | ----- | ----- | ----- | ----- | ----- | ----- | ----- | ----- | ----- | ----- | ----- |
| Gemeentebelang           | 2     | 3     | 4     | 6     | 5     | 5     | 5     | 6     | 5     | 6     | 8     |
| SGP                      | 4     | 4     | 4     | 5     | 5     | 6     | 6     | 6     | 7     | 7     | 7     |
| ChristenUnie             | –     | –     | –     | –     | –     | 4     | 5     | 5     | 4     | 4     | 4     |
| CDA                      | 4     | 4     | 4     | 3     | 3     | 3     | 2     | 2     | 2     | 2     | 1     |
| GroenLinks               | –     | –     | –     | –     | –     | –     | –     | –     | –     | 1     | 1     |
| PvdA a                   | 2     | 2     | 2     | 1     | 2     | –     | 2     | 1     | 1     | 1     | 1     |
| D66                      | 2     | 0     | –     | –     | –     | –     | –     | –     | –     | –     | –     |
| VVD                      | 3     | 2     | 1     | 1     | 2     | 1     | 1     | 1     | 2     | 1     | 0     |
| Algemeen Belang Nunspeet | –     | –     | –     | –     | –     | –     | –     | –     | –     | 0     | –     |
| DePartij                 | –     | –     | –     | –     | –     | –     | –     | –     | –     | 0     | –     |
| Nieuw Nunspeet a         | –     | –     | –     | –     | –     | 2     | –     | –     | –     | –     | –     |
| RPF                      | 4     | 4     | 4     | 5     | 4     | –     | –     | –     | –     | –     | –     |
| Gesamt                   | 19    | 19    | 19    | 21    | 21    | 21    | 21    | 21    | 21    | 21    | 21    |

Anmerkungen

### Bürgermeister
Seit dem 13. Juni 2022 ist Céline Blom (D66) zunächst kommissarische sowie seit dem 15. Juni 2023 offizielle Bürgermeisterin der Gemeinde. Zu ihrem Kollegium zählen die Beigeordneten Gert van den Berg (ChristenUnie), Mark van de Bunte (Gemeentebelang), Jaap Groothuis (SGP), Leen van der Maas (SGP), Marije Storteboom (Gemeentebelang) sowie der Gemeindesekretär André Heijkamp.

## Persönlichkeiten
- Manon Bakker (* 1999), Radrennfahrerin